# Pinsac
|  | Per a altres significats, vegeu «Pinçac». |

Pinsac és un mas als afores del poble de Mieres (Garrotxa), en direcció a la serra de Finestres, catalogat a l'Inventari del Patrimoni Arquitectònic de Catalunya.
Pinsac és un gran casal de planta rectangular i teulat a dues aigües amb les vessants vers les façanes principals. Disposa de baixos, amb una gran porta adovellada situada en un dels extrems de la façana i menudes finestres espitllerades, per la ventilació dels animals. Primer pis o planta habitatge, organitzada a partir d'una gran sala de convit. Les obertures són rectangulars, realitzades amb carreus molt ban tallats. El pis superior, igualment destinat a l'habitatge, disposa de grans balcons amb arcs de llibre. Enganxada als murs d'aquest casal hi ha una antiga masia de masovers, de planta rectangular i teulat a un sol vessant amb carreus molt ben escairats a les obertures. Hi ha un trull a les cabanes properes al mas. Els actuals propietaris han guardat totes les eines i han posat les grans piques de pedra a l'entrada principal. Hi ha tres piques rectangulars de diferents dimensions i diverses moles antigues.